# 香山美子 (女優)
香山 美子（かやま よしこ、1944年〈昭和19年〉1月1日  - ）は、東京都出身の女優。本名は渡辺紀子（旧姓：岩本）。身長160cm。B85cm、W59cm、H90cm（1976年2月）。夫は三條正人（鶴岡雅義と東京ロマンチカのボーカル）、父は吉本興業の文芸部長だった。

## 人物・略歴
小学6年から高校卒業まで劇団こまどり（現：グループこまどり）に在籍し、子役（本名：岩本紀子・当時）として東映、民藝の教育映画などに出演した。
富士見高校在学中の1961年、準ミス・エールフランスに選出される。その後、『ご機嫌はりきり娘』で映画デビューを果たす。
1962年、高校卒業後に松竹へ入社と同時に俳優座養成所に入る。以後、『学生芸者・恋と喧嘩』、『七人の刑事』、『危ない橋は渡りたい』に助演。1963年、吉田喜重監督『嵐を呼ぶ十八人』で早川保ら若い社外工員のなかの紅一点の溌剌たる少女に扮して新鮮な魅力を放ち注目される。翌1964年、前田陽一の監督デビュー作『にっぽんぱらだいす』に主演。廃止直前の赤線宿にきた初心な娘がプロに徹した売春婦になるまでを鮮やかに演じて、製作者協会新人賞を受賞。岩下志麻、倍賞千恵子に次ぐ女優として認められる。1965年から1970年にかけては青春映画、メロドラマに多数出演するが、多くは竹脇無我の相手役で、『青雲やくざ』、『日本ゼロ地帯・夜を狙え』、『天下の快男児』、『熱い血の男』、『若社長レインボー作戦』などで共演した。次いで多いのが橋幸夫の相手役で、『涙にさよならを』、『すっ飛び野郎』、『あの娘と僕 スイム・スイム・スイム』、『恋と涙の太陽』、『バラ色の二人』、『夜明けの二人』などの歌謡映画に出演。また都はるみと共演した『アンコ椿は恋の花』、『馬鹿っちょ出船』、『涙の連絡線』、『さよなら列車』も都のヒット曲をもとにした歌謡映画だった。このほかジャンル別でみると、『この声なき叫び』、『いたずらの天才』、『落葉とくちづけ』などの青春映画、『惜春』、『女たちの庭』、『花の宴』などのメロドラマ、『かまきり』、『三匹のかまきり』、『太陽の野郎ども』などの悪女もの、『温泉ゲリラ・大笑撃』、『悪党社員遊侠伝』、『男はつらいよ フーテンの寅』、『喜劇 満願旅行』などの喜劇、東映の『裏切りの暗黒街』（鶴田浩二主演映画・客演）、日活の『やくざの横顔』（渡哲也主演映画・客演）などのアクション映画に出演。さまざまなジャンルをこなす器用さはテレビドラマへの進出も容易にして、『風と樹と空と』、『この世の花』、『若者たち』、『愛と死の砂漠』、『開花探偵帳』、『水戸黄門』など多数のテレビ作品に出演する。『にっぽんぱらだいす』以降、もっとも重要な出演作品は加藤泰監督とのコンビ作で、主人公の青成瓢吉を愛し少女から娼婦に流転するお袖に扮した『人生劇場』、主人公の玉井金五郎とともに沖仲仕をしながら必死に生きるマンに扮した『花と龍』、連続殺人を犯して破滅にいたる女流探偵小説家に扮した『陰獣』では美貌と器用さを超える熱演を披露した。

1973年以降は主な活動の場をテレビドラマに移し、その代表作でもあるテレビ時代劇『銭形平次<大川橋蔵版>』では、平次の妻・お静（三代目）を第209話（1970年）から最終回の第888話（1984年）まで14年間演じた。そのほか、『赤ひげ』、『勝海舟』、『夢家族』、『二本の桜』、『ええにょぼ』、『秀吉』、『放浪家族』、『妻が家を出る時』、『新米ホームヘルパー・苑子の体験』、『君だけに愛を』、『奇跡のロマンス』、『身辺警護3』、『御家人斬九郎』、『恋を捨て夢に駆けた女~エド・はるみ物語~』、『京都迷宮案内スペシャル・時効直前15年目の真実』、『浅見光彦・最終章』、『中央流砂』など多数のテレビ作品に出演。映画は相米慎二監督の遺作『風花』や、『島田洋七の佐賀のがばいばあちゃん』、『酔いがさめたら、うちに帰ろう。』がある。
2017年10月5日、夫と死別。

## エピソード
- 1967年（昭和42年）6月21日、第17回ベルリン国際映画祭に出席するためドイツのベルリンへ出発。同7月11日、日本に帰国。
- 1968年（昭和43年）、同7月11日から17日まで開催された「メキシコ日本映画週間」のため、女優の沢井桂子らと共にメキシコの首都メキシコシティを訪れている。そして、同年の12月から翌1969年（昭和44年）の1月まで、松竹直営館での舞台挨拶のため、ブラジルのサンパウロを訪れている。
- 松竹に入社後、寝る時間もないほど映画撮影に追われたという[10]。
- リカちゃん人形（本名：香山リカ）のモデルとなったことでも有名。
- 映画『江戸川乱歩の陰獣』で初のヌードになったが当初は拒否していた。監督の加藤泰が代役を用い吹き替えヌードを撮影したと聞き2週間悩んだ末に脱いだ。
- 秋本治の漫画『こちら葛飾区亀有公園前派出所』の主人公・両津勘吉が理想の女性の一人として香山の名を挙げている（28巻より）。
- 私生活では、1971年（昭和46年）12月17日放送のフジテレビ『ラブラブショー』で鶴岡雅義と東京ロマンチカのボーカル三條正人と共演したことをきっかけに数年間の交際を経て1973年（昭和48年）5月に結婚。1983年（昭和58年）6月に長男を出産した。
- 2016年（平成28年）5月16日発売の週刊現代での特集インタビュー記事で「今は流れに任せて、絵を描いたりジムに通ったりして楽しく暮らしていますね。油絵はもうかれこれ25年くらいやっていて本名で展覧会に出展しています。私は今まで仕事（女優業）をやりすぎたんです。プライベートな時間がまったく持てず、子供が生まれても傍にいてあげられなかった。だから、死ぬまでカメラの前、舞台の上に立つという気持ちよりも、もっと力を抜いて、自分の人生を楽しみたくなったんです。」とコメントしている[11]。
- 2016年、三條の体調悪化をきっかけに芸能活動を休止し、死去するまで約2年間献身的に看護を行った[5]。
- 2021年（令和3年）3月1日に放送された『徹子の部屋』では、自宅の階段でケガを繰り返しているというドジな一面を持っており、子役時代から面識がある黒柳徹子から注意を受けている[10]。

## 出演

### 映画
- ご機嫌はりきり娘（1961年、松竹） - 主演・杉子 役※映画デビュー作
- 学生芸者 恋と喧嘩（1962年、松竹）
- 七人の刑事（1963年、松竹）
- 七人の刑事 女を探がせ（1963年、松竹）
- 独立美人隊（1963年、松竹）
- 危ない橋は渡りたい（1963年、松竹）
- ちゃらんぽらん物語（1963年、松竹）
- 嵐を呼ぶ十八人（1963年、松竹）
- 港に消えたあいつ（1963年、松竹）
- 続・ニッポン珍商売（1963年、松竹）
- 東京オリンピック音頭 恋愛特ダネ合戦（1963年、松竹）
- 瞼の母より 月夜の渡り鳥（1963年、松竹）
- 女嫌い（1964年、松竹）
- 続・道場破り 問答無用（1964年、松竹）
- 花の舞妓はん（1964年、松竹）
- 三匹の侍（1964年、松竹）
- 嘘は底抜け（1964年、松竹）
- にっぽんぱらだいす（1964年、松竹） - 主演・光子 役
- 涙にさよならを （1965年、松竹）
- この声なき叫び（1965年、松竹）
- お座敷小唄（1965年、松竹）
- アンコ椿は恋の花（1965年、松竹）
- すっ飛び野郎（1965年、松竹）
- 調子のいい奴 いたずらの天才（1965年、松竹）
- あの娘と僕 スイム・スイム・スイム（1965年、松竹）
- 馬鹿っちょ出船（1965年、松竹）
- 青雲やくざ（1965年、松竹）
- 続・青雲やくざ 怒りの男（1965年、松竹）
- 求婚旅行（1965年、松竹）
- ハイウェイの王様（1965年、松竹）
- おしゃべりな真珠（1965年、松竹）
- 侠勇の花道 ドス（1966年、松竹）
- 日本ゼロ地帯 夜を狙え（1966年、松竹）
- 涙の連絡船（1966年、松竹）
- 春一番（1966年、松竹）
- 男の魂（1966年、松竹）
- 熱い血の男（1966年、松竹）
- 男の顔は履歴書（1966年、松竹）
- 恋と涙の太陽（1966年、松竹）
- 坊っちゃん（1966年、松竹）
- 横堀川（1966年、松竹）
- かあちゃんと11人の子ども（1966年、松竹）
- フォークで行こう 銀嶺は恋してる（1966年、松竹）
- 天下の快男児（1966年、松竹）
- さよなら列車（1966年、松竹）
- 命果てる日まで（1966年、松竹）
- 惜春（1967年、松竹）
- 銀の長靴（1967年、松竹）
- バラ色の二人（1967年、松竹）
- 若社長レインボー作戦（1967年、松竹）
- 女たちの庭（1967年、松竹）
- 雌が雄を喰い殺す かまきり (1967年、松竹)
- 雌が雄を喰い殺す 三匹のかまきり（1967年、松竹）
- 花の宴（1967年、松竹）
- 眠れる美女（1968年、松竹）
- 温泉ゲリラ 大笑撃（1968年、松竹）
- 夜明けの二人（1968年、松竹）
- 悪党社員遊侠伝（1968年、松竹）
- わが闘争（1968年、松竹）
- 天使の誘惑（1968年、松竹）
- 裏切りの暗黒街（1968年、東映）※出演者名の横に（松竹）とクレジット
- 落葉とくちづけ（1969年、松竹）
- 殺すまで追え 新宿25時（1969年、松竹）
- でっかいでっかい野郎（1969年、松竹）
- 夜の熱帯魚（1969年、松竹）
- 太陽の野郎ども（1969年、松竹）
- 日も月も（1969年、松竹）
- やくざの横顔（1970年、日活）※出演者名の横に（松竹）とクレジット
- 喜劇 満願旅行（1970年、松竹）
- 風の慕情（1970年、松竹）
- 男はつらいよ フーテンの寅（1970年、松竹）
- 人間標的（1971年、松竹）
- ツンツン節だよ全員集合!!（1971年、松竹）
- あゝ声なき友（1972年、松竹）
- 人生劇場 青春篇 愛欲篇 残侠篇（1972年、松竹）
- 影の爪（1972年、松竹）
- 花と龍 青雲篇 愛憎篇 怒濤篇（1973年、松竹）
- 天保水滸伝　大原幽学（1976年、大映）
- 江戸川乱歩の陰獣（1977年、松竹）
- きみが輝くとき（1985年、東宝）
- 姐御（1988年、東映）
- 修羅の伝説（1992年、東映）
- 風花（2001年、シネカノン）　-　キネマ旬報ベストテン第5位、相米慎二監督
- 島田洋七の佐賀のがばいばあちゃん（2009年） - 主演・がばいばあちゃん 役
- 酔いがさめたら、うちに帰ろう。（2010年、ビターズ・エンド）
- ソ満国境 15歳の夏（2015年） - 吉川敬介の祖母 役

### テレビドラマ
- 少年探偵劇 「風の中の子どもたち」（1956年、NHK総合）※劇団こまどりの一員として出演
- 少女の誓い（1957年、NHK総合） - 谷道子 役※岩本紀子名義
- けちんぼパン屋のクリスマス（1957年、NHK総合） - 女の子 役※岩本紀子名義
- 虹が呼んでいる（1959年 - 1960年、NHK総合）※岩本紀子名義
- 子犬のいる町（1959年、フジテレビ）※岩本紀子名義
- がんばれヨッチン（1960年、フジテレビ）※岩本紀子名義
- はてな劇場（1960年、NHK総合）※岩本紀子名義
- 愛しあうとき（1961年、TBS）※岩本紀子名義
- 五人の紳士たち（1961年、TBS）※岩本紀子名義
- 純愛シリーズ 第8話「小さなデイト」（1961年、TBS）※岩本紀子名義
- 月曜日の男 第15話「ながい白い道」（1961年、TBS）※岩本紀子名義
- 児童劇映画 「露地裏の灯」（1962年、NHK総合）※岩本紀子名義
- 若者たち（1966年、フジテレビ）
- 築山殿始末（1966年、フジテレビ）
- おやじ太鼓（1968年、TBS）
- 三匹の侍 第6シリーズ 第25話「夜明け」（1969年、フジテレビ） - 冴 役
- 水戸黄門（TBS）
  - 第1部 第3話「小田原喧嘩駕籠 -小田原-」（1969年） - お小夜 役
  - 第25部 第43話「世直し旅は日本晴れ -江戸-」（1997年） - お稲の方 役
- 銭形平次（1970年 - 1984年、フジテレビ） - 平次の妻・お静 役
- 水の炎（1971年、中部日本放送）
- 愛と死の砂漠 （1971年、関西テレビ） - 村松妙子 役
- 木枯し紋次郎 第1シリーズ 第5話「童唄を雨に流せ」（1972年、フジテレビ）- おちか 役
- 火曜日の女シリーズ 「マッチ箱の家」（1972年、日本テレビ）
- 燃える兄弟（1972年 - 1973年、TBS）
- 赤ひげ 第43話「おくめ殺し」（1973年、NHK総合） - おくめ 役
- 科学捜査官（1973年、関西テレビ） - 牧村技官 役
- 旅人異三郎 第22話「黄金地獄を涙が斬った」（1973年、東京12チャンネル）
- 大河ドラマ（NHK総合）
  - 勝海舟（1974年） - 筆 役
  - 秀吉（1996年） - お京 役
- 青葉繁れる（1974年、TBS） - 多香子 役
- バラ色の人生（1974年、TBS）
- かたぐるま（1974年、フジテレビ）
- 放浪家族（1975年、毎日放送） 井汲珠子（主人公）役
- 土曜ドラマ （NHK総合）
  - 「松本清張シリーズ・愛の断層」（1975年） - 前川奈美 役
  - 「松本清張シリーズ・一年半待て」（1978年10月21日） - 須村さと子（主人公）役
- なつかしき海の歌（TBS、1975年9月21日） - 稲村治子 役
- 玉ねぎ横丁の花嫁さん（1976年 - 1977年、NET） - 石橋（花丸）加代子 役
- 分水嶺（1977年、TBS）
- やあ!カモメ（1978年、TBS） - 坂本久美子 役
- 花王 愛の劇場（TBS）
  - 「体の中を風が吹く」（1979年）
  - 「雪舞」（1984年）
  - 「愛の激流」（1987年）
  - 「結婚の条件」（1989年）
  - 「ひよこたちの天使」（1996年）
- 若き血に燃ゆる〜福沢諭吉と明治の群像（1984年、テレビ東京） - 緒方八重 役
- 土曜ワイド劇場（テレビ朝日）
  - 「隠しカメラの人妻」（1985年） - 久保玲子 役
  - 「弁護士・今田一平」（1988年） - 藤野雅代 役
  - 「日本縦断殺人ルート（1992年） - 白井治子 役[12]
  - 「一発勝負!2001年、完全犯罪の女」（2001年） - 千秋 役
  - 「おばはん刑事!流石姫子ファイナル」（2006年） - 井坂敏美 役
- NHKファミリードラマ 夢家族 （1985年 - 1986年、NHK総合）
- サントリーミステリースペシャル 「澪つくし高校連続殺人事件」（1985年12月6日、朝日放送） - 小林みどり 役
- 火曜サスペンス劇場「夫を殺された二人の女」（1986年、日本テレビ）
- 西田敏行の泣いてたまるか 第4話「こんな男でよかったら」（1986年、TBS）
- 風少女（1988年、日本テレビ）
- 労働省ドラマ・スペシャル「味松亭の四姉妹」（1989年11月23日、テレビ東京） - 松本若葉 役[13]
- 君だけに愛を（1991年、日本テレビ）
- 二本の桜（1991年、NHK総合）
- 列島縦断事件シリーズ「八月十二日の軍法会議」（1991年、テレビ東京・東宝）
- 木曜ゴールデンドラマ「鉄窓の中の天使」（1991年11月28日、よみうりテレビ） - 倉持駒子 役
- ええにょぼ（1993年、NHK総合 連続テレビ小説） - 朝倉春江 役
- 御家人斬九郎 第1シリーズ 第3話「姉の宿下り」（1995年、フジテレビ / 映像京都） - 粂 役
- 奇跡のロマンス（1996年、日本テレビ）
- 火曜サスペンス劇場「身辺警護3」（1999年、日本テレビ） - 新藤貴子 役
- 京都迷宮案内スペシャル「時効直前、15年目の真実!」（2001年、テレビ朝日）
- 女と愛とミステリー修善寺温泉殺人事件（2002年、テレビ東京） - 夏目志津江 役
- 温泉へ行こう4（2003年、TBS）
- 恋を捨て夢に駆けた女~エド・はるみ物語~（2008年、フジテレビ） - 田所早苗
- 浅見光彦〜最終章〜 第4話（2009年11月11日、TBS）
- 松本清張生誕100年スペシャル・中央流沙（2009年12月14日、TBS） - 橘民子 役
- 金曜プレステージ「警部補・佐々木丈太郎5」（2013年3月15日、フジテレビ） - 川嶋久子 役
- 刑事吉永誠一 涙の事件簿 第4話（2013年11月1日、テレビ東京） - 池橋鈴子 役
- よろず占い処 陰陽屋へようこそ 第10話（2013年12月10日、関西テレビ） - 安倍春代 役
- さすらい署長 風間昭平14 スペシャル 金沢～輪島・金箔殺人事件（2019年11月4日、テレビ東京)　- 榎本初枝 役

### CM
- 東京ガス（1964年 - 1965年）[14]
- 大塚製薬 オロナインH軟膏
- マルトモ
- 中原三法堂 （仏壇販売店）
- 通販生活

### ラジオ
- くにまるジャパン 文化放送 ラジオ-バイオグラフィ＝5冊のアルバム（2011年4月第5週のゲスト)

### その他
- カトちゃんケンちゃんごきげんテレビ THE DETECTIVE STORY（TBS） - ゲスト出演